# Gremelslo
Gremelslo is een gehucht ten noordwesten van Maaseik.
In de omgeving van Gremelslo werden overblijfselen uit het neolithicum aangetroffen. Het huidige gehucht stamt waarschijnlijk uit de 14e eeuw, toen de wat verder van Maaseik gelegen en minder vruchtbare gebieden op de Vlakte van Bocholt werden ontgonnen. Gremelslo bestaat uit enkele boerderijen.
Nabij Gremelslo ligt het goedje Oudenhof, de herenboerderij Nieuwenhof, en het natuurgebied Jagersborg.
Deelgemeenten: Maaseik · Neeroeteren · Opoeteren

Overige kernen: Aldeneik · Berg · De Riet · Dorne · Heppeneert · Gremelslo · Schootsheide · Siemkensheuvel · 't Ven · Voorshoven · Waterloos · Wurfeld

Belgische gemeenten · Arrondissement Maaseik · Limburg · Vlaanderen